# Comté de Nimba
Le comté de Nimba, dans la région Nord, est l’un des 15 comtés du Liberia. Sa capitale est Sanniquellie.

## Géographie
Le comté a une frontière internationale avec la Côte d'Ivoire et la Guinée.

## Districts
Le comté est divisé en 6 districts :
- District de Gbehlageh
- District de Saclepea
- District de Sanniquelleh-Mahn
- District de Tappita
- District de Yarwein-Mehnsohnneh
- District de Zoegeh